# Joanna Klatten
Pour les articles homonymes, voir Klatten.
Joanna Olivia Klatten, née le 2 mars 1985 à Paris, est une golfeuse professionnelle française. Elle remporte son premier titre sur le circuit professionnel le 8 janvier 2012 au Women’s Victorian Open sur l'ALPG Tour.

## Amateur
Joanna Klatten est la fille de Klaus et Verena Klatten et a trois frères plus âgés. Elle a commencé le golf à l'âge de 10 ans au golf de Saint-Cloud.
En 2004, Joanna obtient son baccalauréat à l'Institut de l'Assomption à Paris. Elle décide alors d'aller étudier le marketing aux États-Unis à l'Université d'État de Géorgie, où elle devient la première femme à jouer pour l'équipe des Panthers de Georgia State. Son équipe a remporté le America’s Choice Mortgage Lady Jaguar Invitational, son handicap était alors de 0,1.
En 2006, Joanna remporte la Coupe Cachard à Saint-Cloud et signe par la même occasion un score de 63, un record sur ce parcours. La Coupe Cachard est un tournoi annuel qui compte pour le classement mondial amateur de golf. Klatten a représenté quatre fois la France dans l'équipe nationale lors des Championnats d'Europe de golf amateur (2003, 2004, 2006, 2007).
Victoires
- 2006 :  Coupe Cachard

Équipes
- Championnats d'Europe : 2003, 2004, 2006 et 2007

## Professionnel

### Victoires professionnelles
| Place | Date            | Tournois                                 | Lieu                      | Score final | Score au par | Marge de victoire | Seconde au classement | Gains ($) |
| ----- | --------------- | ---------------------------------------- | ------------------------- | ----------- | ------------ | ----------------- | --------------------- | --------- |
| 1     | 8 janvier 2012  | Women's Victorian Open (ALPG Tour)       | The Woodlands Golf Course | 212         | –8           | Playoff           | Haeji Kang            | /         |
| 1     | 26 janvier 2014 | Women's New South Wales Open (ALPG Tour) | Oatlands Golf Club        | 276         | –16          | Directe           | Nikki Campbell        | /         |

En 2013, Joanna joue alors sur le Ladies European Tour où elle se fait remarquer grâce à trois tops 10 dont une 3e place à l'Open d'Espagne. Elle finit à la 29e place au tournoi de qualification pour le LPGA Tour.
En 2014, Klatten signe une saison ponctuée de plusieurs performances, ce qui lui permet d'obtenir sa Full Card sur le LPGA Tour.

### Résumé de carrière sur le LPGA Tour
| Année | Tournois joués | Cuts passés | Victoires | 2e | 3e | Tops 10 | Meilleure place | Gains ($) | Classement sur Money List | Score moyen | Classement sur scores | Classement mondial |
| ----- | -------------- | ----------- | --------- | -- | -- | ------- | --------------- | --------- | ------------------------- | ----------- | --------------------- | ------------------ |
| 2014  | 14             | 7           | 0         | 0  | 0  | 0       | T13             | 77 171    | 99                        | 71,85       | 51                    | 137                |
| 2015  | 18             | 9           | 0         | 0  | 0  | 0       | T13             | 63 378    | 104                       | 72,90       | 102                   | 199                |
| 2016  | 16             | 9           | 0         | 0  | 0  | 1       | 6               | 107 799   | 95                        | 72,00       | 68                    | 227                |
| 2017  | 4              | 2           | 0         | 0  | 0  | 0       | T50             | 7 489     | 118                       | 72,00       | 88                    | 242                |

#### Résultats dans les tournois majeurs
| Tournois               | 2014 | 2015 | 2016 | 2017 |
| ---------------------- | ---- | ---- | ---- | ---- |
| Ana Inspiration        | -    | -    | -    | -    |
| LPGA Championship      | CUT  | T62  | -    | T29  |
| Open américain         | -    | -    | -    | -    |
| Open britannique       | CUT  | -    | -    | CUT  |
| The Evian Championship | CUT  | CUT  | T48  | T40  |

CUT = A raté le cut

Fond jaune : top 10 / Fond vert : victoire

### Performances
En seulement deux années sur le LPGA Tour, Joanna s'impose comme la plus grande frappeuse avec des drives avoisinant les 274,420 yards (soit environ 250 mètres). Elle reçoit le 18 novembre 2015 le trophée Kia Power Drive.